# Magazine Café
Café (officiellt Magazine Café)  är Sveriges största modetidning för män med en TS-kontrollerad upplaga på 25 900 sålda exemplar per månad 2013.. Den innehåller artiklar om bland annat mode, nöje och sport. Cafés målgrupp är i första hand män mellan 18 och 40 år, som bor i städer.   
Café startades i maj 1990 och utgavs till en början av Rosenudde förlag. Café var det första i Sverige av en ny typ av livsstilsmagasin för unga män som har växt fram under 1990-talet. I december 1991 köptes Café av Hachette Sverige AB, en del av världens största magasinsförlag Hachette Filipacchi Médias, med huvudkontor i Paris och utgivning i 34 länder över hela världen. Under ledning av den dåvarande chefredaktören Fredrik Helmertz växte Café till en upplaga av 43 000 exemplar i månaden och blev stilbildande för en rad magasin i Sverige. Under ett antal år gav förlaget även ut Café Sport, då Sveriges enda sportmagasin. År 2007 köpte Aller Media Hachettes svenska del och tog därmed över utgivningen av tidningarna Café, Elle, Elle Interiör, Elle Mat & vin och Elle Lyx. 1 oktober 2018 sålde Aller Media tidningen Café till mediekoncernen Egmont Publishing och tidningen hamnade då under samma tak som tidigare konkurrenten King Magazine.
Café profilerar sig främst som ett modemagasin och jämför sig med amerikanska och engelska motsvarigheter som Esquire och GQ.

## Chefredaktörer
- Fredrik Helmeets
- Jens Stenberg, 2000-2015[3]
- Jonas Terning, 2015-2017[4]
- Kristofer Steneberg, 2018-[5]